# Municipio de Penn (Míchigan)
El municipio de Penn (en inglés: Penn Township) es un municipio ubicado en el condado de Cass en el estado estadounidense de Míchigan. En el año 2010 tenía una población de 1774 habitantes y una densidad poblacional de 19,35 personas por km².

## Geografía
El municipio de Penn se encuentra ubicado en las coordenadas 41°55′52″N 85°55′40″O / 41.93111, -85.92778. Según la Oficina del Censo de los Estados Unidos, el municipio tiene una superficie total de 91.66 km², de la cual 86,91 km² corresponden a tierra firme y (5,18 %) 4,75 km² es agua.

## Demografía
Según el censo de 2010, había 1774 personas residiendo en el municipio de Penn. La densidad de población era de 19,35 hab./km². De los 1774 habitantes, el municipio de Penn estaba compuesto por el 82,98 % blancos, el 9,98 % eran afroamericanos, el 0,39 % eran amerindios, el 2,25 % eran asiáticos, el 0,39 % eran de otras razas y el 4 % eran de una mezcla de razas. Del total de la población el 2,54 % eran hispanos o latinos de cualquier raza.